# Les femmes artistes d'Europe exposent au Jeu de Paume
Les femmes artistes d'Europe exposent au Jeu de Paume, (en español: Las mujeres artistas de Europa exponen en el Juego de Palma), fue una exposición de arte organizada en la Galería Nacional del Juego de Palma (en ese momento el Museo de las escuelas extranjeras contemporáneas), del 11 al 28 de febrero de 1937 en París.
Por primera vez en Francia, una exhibición estuvo dedicada a las mujeres artistas contemporáneas e internacionales, así como a su producción, con el fin de subrayar la existencia y la modernidad.

## Contexto
En 1897 la Escuela nacional de Bellas Artes abrió sus puertas a las mujeres, como consecuencia de las reivindicaciones de la escultora Hélène Bertaux fundadora de la Unión de las mujeres pintoras y escultoras. En 1903, fueron autorizadas a competir en el Premio de Roma de 1903.
En 1937 dos acontecimientos mayores simbolizan la valorización de los creadoras en Francia: Las mujeres artistas de Europa exponen en el Juego de Palma del 11 al 28 de febrero y la Exposición internacional de París del 25 de mayo al 25 de noviembre. Anteriormente Hanna Hirsch-Pauli (1862-1940) presentó su trabajo en la Exposición Universal de París de 1889 y Georges Achille-Fould (1865-1951) en la realizada en 1900.
Para las mujeres, el tiempo entre las dos guerras mundiales, se caracterizó por una gran ambivalencia. Las victorias legislativas en materia de igualdad y una toma de conciencia por parte de las mujeres de sus capacidades y de sus derechos, se acompañaron de una serie de medidas destinadas a mantener con rigor el orden tradicional de la sociedad donde el lugar de la mujer era en la casa, para parir y maternar.
Las sociedades profesionales de mujeres artistas, se constituyeron en Europa o Estados Unidos durante el periodo entre guerras, con el fin de reivindicar la igualdad, la representatividad, la valoración y la profesionalización de las artistas mujeres. Es por ello que estas asociaciones artísticas son las que toman la iniciativa de la concepción y de la organización de la exposición. 
La exposición está organizada bajo una doble presidencia: André Dezarrois, conservador del Juego de Palma y Antonietta Paoli Pogliani, presidenta del Comité internacional de bellas artes y de la Unión femenina de las carreras liberales y comerciales. El comité de organización comprendió a Rosa Valland, conservadora en el Museo Juego de Palma, la fotógrafa Laure Albin Guillot y la artista Marie-Anne Camax-Zoegger, presidenta de la Sociedad de las Mujeres Artistas Modernas (FAM, fundada en 1930).

## Artistas expuestas
Quince naciones están representadas en las salas del Juego de Palma. Si la Italia fascista se compromete en la organización misma de la exposición (Antonietta Paoli Pogliani es una de las principales organizadoras), la Alemania nazi y España en plena guerra civil deciden de no participar.
Se abrió con una retrospectiva dedicada a una decena de artistas desaparecidas algunos años antes, la exposición muestra 550 obras de pintura, escultura, artes decorativas, dibujos, grabados y acuarelas además de 100 artistas.
Junto a los nombres ya internacionalmente célebres en aquellos tiempos, como es el caso por ejemplo de Vanessa Bell, Marie Laurencin, Suzanne Valadon, Laure Albin Guillot, Adriana Pincherle, Tamara de Lempicka o Natalia Gontcharova.
La exposición finalizaba con una «sala internacional» con artistas donde la sección nacional no estaba representada. En esta sala fueron expuestas las obras de las artistas procedentes de varios países del mundo, tales como Rusia, Japón, los Estados Unidos, Grecia con igualmente algunos nombres alemanes y españoles.

### Lista completa de las artistas expuestas
Retrospectiva:
- la francesa de origen ruso Marie Bashkirtseff,
- la española María Blanchard,
- la suiza Louise Catherine Breslau,
- la estadounidense Mary Cassatt,
- las francesas Lucie Cousturier, Julia Beatrice How,[Nota 1] Jacqueline Marval, Berthe Morisot, Jane Poupelet y Vera Rockline.

#### Reino Unido
Vanessa Bell, Emily Beatrice Bland, Elisabeth Boyd, Janet Clerk, Bessie Davidson, Campbell Dodgson, Guevara Meraud, Una Grey, Laura Knight, Le Gallien, Cathleen Mann, Kathleen O'Connor, Elisabeth Rackham, Annie Swynnerton, Ethel Walker, Anna Zinkeisen.

#### Bélgica
Juliette Cambier, Cécile De Coene, Suzanne Cocq, Angelina Drumaux, Juliette Emery Moens, Suzanne Fabry, Alice Frey, Marie Hovet, Lucie Jacquart, Jeanne Kerremans, Mercédès Legrand, Éliane de Mosa, Mathilde de Montón, Jenny Montigny, Marguerite Putsage, Henriette Singer, Marie Sterckmans, Andrée Verneuil, Edith Vaucamps, Mary Van de Woestyne, Cécile Cauterman, Valentine Bender.

#### Finlandia
Aino Alli, Ester Helenius, Sigrid Schauman, Helene Schjerfbeck, Inni Siegberg, Hilda Elisabeth Sjöblom, Venny Soldan-Brofelt, Signe Tandelfelt, Eva Gilden, Gerda Quist, Essi Renvall y Viivi Wallgrenn.

#### Francia
| - Jacqueline Marval - Marie Antoinette Boullard Devé, - Sabine Réné Jean, - Laure Bruni, - Lily Rossignol, - Marie-Anne Camax-Zoegger, - Anne Santin, - Émilie Charmy, - Madeleine Smith Champion, - Chériane, - Suzanne Tourte, - Jeanne Judith Croulard, - Christiane Warnod, - Hermine David, - Thérèse Debains, - Jeanne Bardey, - Angèle Delasalle, - Antoinette Champetier de Ribes, - Clémentine-Hélène Dufau, - Camille Claudel, - Odette des Garets, - Tatiana Alalou Jonquières, - Mary Georges, - Berthe Martinie, - Louise Hervieu, - Chana Orloff, - Jasmy, | - Anna Quinquaud, - Andrée Joubert, - Germaine Richier, - Adrienne Jouclard, - Yvonne Serruys, - Marie Laurencin, - Suzanne Lalique, - Anna Bass, - Madeleine Luka, - Hélène Marre, - Marguerite Cousinet, - Marie Muter, - Odette Domergue, - Valentine Prax, - Lucienne Heuvelmans, - Yvonne Ripa de Roveredo, - Adrienne le Vasseur Portal, - Val, - Suzanne Valadon, - Rose Adler, - Laure Albin Guillot, - Inès Barcy, - Charlotte Alix, - Claire Bertrand, - Jeanne Burat, - Alvear Bosch, - Guidette Carbonell, | - Lucienne Capdevielle, - Antoinette Cerutti, - Rose Cimière, - Dolly Chareau, - Fernande Cormier, - Marie Chauvel, - Myr Dière, - Jeanne Duché, - Mathilde Delattre, - Colette Guéden, - Suzanne Duchamp, - Hélène Henry, - Denise Fleury, - Louise Ibels, - Paule Gobillard, - Paule Ingrand, - Henriette Gröll, - Jeanne Laurent, - Émilie Landau, - Denise Malette, - Edmée de La Rochefoucauld, - Paule Marrot, - Andrée Limozin-Balas, - Lucie Renaudot, - Berthe Nouflard, - Louise Pascalis, - Pauline Peugniez, - Marie-Louise Pichot |

#### Países Bajos
Lizzy Ansingh, Jo Bauer-Stumpff, Van den Berg, Else Berg, Jeanne Bieruma Oosting, Ina Hooft, M.C. Altena Reteren, Henriette Lucardie Reuchlin, Coba Ritsema, Sorella, Jacoba Surie, Charley Toorop, M. Vlielander Hein, Betsy Westendorp-Osieck, Beyerman L., Corry Defais Van Dyck, Charlotte van Pallandt, Gra Rueb, Henriette Vaillant y Lea Halpern.

#### Hungría
Lillu Arkay Szthelo, Edith Basch, Judith Beck, Lilly Brody Pollatschek, Maria Wildner Glatz, Esther Hollos Mattioni, Jozsa Jaritz, Ilse Kuhner, Ilona Marsovsky, Maria Modok, Maria Peter, Klara Schlossberger, Olga Székely-Kovács, Anna Bartoniek, Noémi Ferenczy, Ester Hollos Mattioni, Anna Lesznai, Angéla Szuly, Klara Tudos, Erszebet Wiel, Lenke Foldes, Margit Kovács, Eva Iote, Alice Lux, Gina Kernstok Stricker, Erzsébet Schaár y Maria Rahmer.

#### Italia
Wanda Biagini, Edwige Campogrande, Doró Hanno, Daphne Maugham Casorati, Kar Kaxrud, Leonora Fini, Ella Krosby, Lyda de Francisci, Helene Meilstrup, Maria di Vecchio, Louise Middelthon, Pinetta Colonna Gamero, Christiane Olberg. Elisabetta Keller, Signy Willums, Paola Levi-Montalcini, Paola Gin Litta Modignani, Tina Menney, Marisa Mori, Natalia Moli, Ida Patrizio, Adriana Pincherle, Isabella Pirovano, Luciana Reutern, Eva Quajotto, Gina Ventura, Rosita Cucchiari, Antonietta Paoli Pogliani, Evelin Scarampi, Emilia Bellini, Amalia Panigati, Anita Pittoni, Gina Severini, Lenci Scavini y Maria Signorelli.

#### Polonia
Zofia Albinowska-Minkiewiczowa, Sonia Lipska, Nina Alexandrowicz, Hanna Nalkoswska Bick, Nina Barcinska, Ludwika Nitschowa, Olga Boznańska, Stanislawa Centernerszwerowa, Hanna Cybosowa, Pia Górska, Alice Halicka, Sophie Katazynska Pruszkowska, Michalina Krzyzanowska, Tamara de Lempicka, Sonia Lewitska, Irene Lotentowicz, Maria Ewa Łunkiewicz-Rogoyska, Maryla Oppenheim Spaet, Halina Pol y Dorota Seydeman.

#### Rumanía
Lucia Balocesco, Ecaterina Delghios, Moga Dumitresco, Micaela Eleutriade, Olga Greceanu, Magda Iorga, Juliette Orasiano, Florenta Pretorian, Elena Popea y Cecilia Cuțescu-Storck.

#### Suecia
Maj Bring, Mollie Faustman, Sigrid Hjertén, Tora Vega Holmström, Greta Knutson, Vera Nilsson y Siri Derkert.

#### Suiza
Hanni Bay, Berth Dubois, Trudy Egender-Wintsch, Gertrud Escher, Marguerite Frey-Surbek, Nanette Genoud, Marguerite Hammerli, Marie Lotz, Esther Mengold, Amy Moser, Martha Pfannenschmid y Suzanne Schwob.

#### Checoslovaquia
Ivanka Bukavacova, Ester Fridrikova, Jana Hladikova, Božena Jelínková-Jirásková, Bela Kasparova, Klenkova, Bozena Matejovska, Fina Maternova, Julie Winterová-Mezerová, Marie Neubertova, Charlotte Schrötter-Radnitz, Anna Rosova, Marta Rozankova Drabkova, Milada Špálová, Helena Šrámková, Sláva Tonderová-Zátková y Hanna Zwillinger Gabert.

#### Sala Internacional
Cecilia Beaux (Estados Unidos), Romaine Brooks (Estados Unidos), Georgette Chen (China), Suzanne Eisendieck (Alemania), Aleksandra Ekster (Rusia), Natalia Goncharova (Rusia), Veronique Honcka (Alemania), Shoha Ito (Japón), Barbara Konstant (Rusia), Kohno Okanouye (Japón), Mariette Lydis (Austria), Maruja Mallo (España), Kate Munzer (Alemania), Zinaida Serebriakova (Rusia), Lilly Steiner (Austria), Bernice Bertha Taylor (Estados Unidos), Julia Theophylactos (Grecia), Rosario de Velasco (España), Cléo Beclemicheff (Rusia), Roberta González (España), Mariette Mills (Estados Unidos) y Raika Mertchep (Yugoslavia)

## Posteridad
La exposición fue transferida a Praga durante el verano 1937, bajo el nombre de Las mujeres artistas de Europa exponen a la Exposición de Praga (Les femmes artistes d'Europe exposent à l'Exposition de Prague).
Luego fue transferida al Museo Metropolitano de Arte en Nueva York.
Treinta y ocho años después, en 1975, la exposición Mujeres en el presente: Exposición internacional itinerante de arte contemporáneo (Femmes au présent : Exposition internationale itinérante d’art contemporain) mostró en Francia el trabajo de las artistas mujeres. Veinte años más tarde, en 1997 le Magasin de Grenoble organizó la primera exposición que iluminó las reivindicaciones políticas y feministas de las artistas plásticas: Vraiment : féminisme et art.